# 伊勢弁
伊勢弁（いせべん）は、三重県の北中部の旧伊勢国で話される日本語の方言で、近畿方言（関西弁）の一種である東近畿式方言に相当する。三重弁と呼称されているものの一つ。

## 概要
- 伊勢弁は、概ね他の近畿方言と共通した特徴を持っており、発音やアクセントは京阪神のものに近い。
- 三重県は北側が愛知県・岐阜県と接しているが、言葉の上では桑名市内を南北に流れる揖斐川を境界線として西側は京阪式アクセントで近畿方言の伊勢弁、東側は東京式アクセントの岐阜・愛知方言とに、明確に分かれている。
- 伊勢国は、古代に日本の中心地であった奈良盆地などの畿内、また平安時代以降は鈴鹿山脈に多くあった峠越えの道（八風街道など）で近江国（現在の滋賀県）を経由して京都との交流が盛んであった。しかし尾張国（現在の愛知県西部）との間には木曽三川という自然障壁が横たわっていたため陸上移動が不可能であった。
- 伊勢弁は近畿方言であるにもかかわらず「大阪弁とは違う」といわれるが、近畿方言を京都系か大阪系に分けるとするならば、伊勢弁は京都系に属する。楳垣実は三重県を「京言葉の勢力圏」としている。例えば、否定辞である「ヘン」の接続の仕方（五段活用動詞にヘンが接続する際、大阪系はアレヘンやオレヘンのようにエ列に接続し、京都系はアラヘンやオラヘンのようにア列に接続）など、大阪弁よりも京言葉との間に類似例が多く見られる。
- 近年では三重県北中部の若年層に「ケッタ」（自転車）が広がるなど、愛知県で話されている言葉からの影響もみられる。
- 揖斐川以東に位置する桑名市長島町と桑名郡木曽岬町は、1574年（天正2年）に織田信長が長島一向一揆を殲滅した結果、この地は無人となったが、1575年（天正3年）以降尾張国からの入植者が中心となって開発された地区が多いため、旧伊勢国でありながら伊勢弁とは異なる方言の地域となっている[1][2]。これは長島弁と呼ばれ、尾張弁と同様の内輪東京式アクセントである。
- 南伊勢町域は伊勢国に属するものの、かつては志摩国に属していた歴史的経緯や志摩国と隣接している地理的条件もあいまって伊勢弁ではなく志摩弁が話されている[3]。

## 発音
伊勢弁のアクセントは京阪式アクセントである。また、母音ははっきり発音されて無声化はほとんど起こらない。他の近畿方言と同様に1拍の単語は殆ど無く、例えば、「蚊」は「かあ」、「毛」は「けえ」、「目」・「芽」は「めえ」と2拍になる。連母音の融合もほとんど起こらないが、「イエ」が動詞中に現れた場合にエーに変化する（例：見えへん→めえへん）。
一方、近年北勢では全国各地から中京工業地帯で働くために移住して来た者や、名古屋方面の内輪東京式アクセント使用地域に通勤する者が多数居る。2001年の調査結果から、桑名市の若年層では東京式アクセントに変化しつつあると指摘されている。

## 文法
- 断定の助動詞は「や」を用いる。
- ア・ワ行五段動詞はウ音便を起こす（買う→コータ、歌う→ウトータ→ウトタ）。
- 動詞の打ち消しは、「ん」「やん」「へん」の3種類を併用する。なお、「やん」は一段動詞・サ変動詞・カ変動詞の打ち消しに限られる（例：書かん、書かへん、見ん、見やん、見やへん）。
- 過去の打ち消しには、北・中部の高齢層では「んだ」や「なんだ」「へんだ」を用いる（書かんだ、書かなんだ、書かへんだ）が、志摩南部から南伊勢では「んかった」や「ざった」を用いる地域もある（書かんかった、書かざった）[5]。
- 「〜ている」にあたる表現には「〜とる」を用い、進行態と結果態の区別はない[5]。
- 理由を表す接続助詞には主に「で」や「もんで」を用いるが、一部でより古風な表現の「さかい」を用いる地域もある。
- 特徴的な文末助詞の一つに「に」がある。動詞の勧誘形に付けたり（例：一緒に行こに=行こうよ）、「よ」にあたる強調の意味で用いたりする（例：書かなあかんに=書かなければいけないよ）[5]。他の近畿方言と同様の「で」も使うが、割合は話者により異なる。
- 動詞の連用形に「さ」「な」「ない」を付けて、穏やかな命令を表す（書きさ、書きな、書きない）[5]。
- 敬語では、尊敬の補助動詞（「て」に接続）に「〜みえる」「〜なさる」、尊敬の助動詞に「れる・られる」「なさる」「なはる」を用いる[5]。高齢層は古風な「ござる」を使うものもいる。
- 命令や強要の際の語尾には「～み」「～な」を使用する。[要出典]
- 間投助詞・終助詞「な（あ）」を多用し、「伊勢のな言葉」と呼ばれる[6]。【例】あんな、私な、昨日な、つぅにな、行って来たんさな。（あのね、私は昨日、津に行って来たんだよね。）

## 俚言
- あいさ⇒間。
  - あわいさ⇒すき間
- あかん・あかへん⇒駄目。
- あじご飯⇒炊きこみご飯
- あじない⇒美味しくない。
- あたんする⇒八つ当たりする。
- あっこ⇒あそこ。
- あっちゃこっちゃ⇒あっちこっち。
- あつあすなあ⇒暑いですね。
- あて⇒酒の肴。
- あばばい・ばばいい⇒まぶしい。
- あまえた⇒甘えん坊。
- あも⇒餅。
- あらくたい・あらけない⇒荒っぽい。
- あらへん⇒無い[6]。
- あんご⇒馬鹿。
  - くそあんご⇒大アホ
  - あんごさく⇒アホ
- あんたら⇒あなた達。
- いがむ⇒歪む。
- いかんした⇒行かれた
- いきしな⇒行く途中。
  - 「いきし」「かえりし」と略する
- いてこます⇒ぶっ飛ばす
- いまし⇒たった今。ただ今。今。
  - いましは最近の意味
- いらう・いろう⇒触る。
- いらち⇒いらいらする人。
- うち⇒女性が自分のことを言う時に使う。
- うっとこ⇒自分の家。
- うざこい⇒うっとうしい。
- ええとこのこ⇒良家の子女。
- えづく⇒吐く。
- えらい⇒疲れている[6]。
- えらいこっちゃ⇒大変なことになった。
- おおきに・おおきんな⇒ありがとう。
- おおた⇒出会った。
- おいでた⇒いらっしゃった。
- おいな⇒来なさい。
- おいない・おいないさ⇒いらっしゃい。
- おかいさん⇒粥。
- おかやん⇒お母さん。
- おこうこ⇒たくあん。
- おじやん⇒おじさん。
- おちょくる⇒からかう。
- おっちん⇒（子供が）座ること。
- おとこし⇒男衆。
- おとやん⇒お父さん。
- おなごし⇒女衆。
- おばやん⇒おばさん。
- おはようさん⇒おはようございます。
- おぶ⇒お茶。お水。
- おもろい・おもしゃい⇒面白い。
- かいだるい⇒疲れた。
- かいらし⇒可愛らしい。
- かざ⇒匂い。
- かしわ⇒鶏肉。
- かす⇒米をとぐ。米を洗う。
- かなん⇒困った。
- かまへん⇒構わない。気にしなくてもいい。
- かんぴんたん⇒干からびた。
- きばる⇒頑張る。
- けった・けったましーん・けったましりき⇒自転車
- けったいな⇒奇妙な。
- けったくそわるい⇒忌々しい。
- けなりい⇒羨ましい。
- こける⇒転ぶ。
- こそばい⇒くすぐったい。痒い。
- ごうわく・ごぉわく⇒腹が立つ
- くそごうわく⇒怒り心頭
- ごっつお⇒御馳走。
- こどもし⇒子供。
- ごんた⇒わんぱくな子供。原付バイク
- ささって⇒3日後。（※共通語における「しあさって」）
- さらぴん⇒新品。
  - さら⇒新品
- しあさって⇒4日後。
- じいやん・じやん⇒お爺さん。
- しもた⇒しまった。大変だ。
- …（し）てえな⇒…（し）てください。
- …（し）てんか⇒…（し）て。～（し）ておくれ。
- …しなはんな⇒…しなさるな。
- …しやんといて⇒…しないで。
- しょーもない⇒くだらない。つまらない。
- しんどい⇒疲れた。
- ずつない⇒苦しい。
- すんませなんだな⇒すいませんでしたね。
- …せなんだ⇒…しなかった。
- せやで・せやさかい⇒だから。
- …せやもんでさな⇒…なので。～なものだから。
- …せんときな⇒…しては駄目だよ。
- たいがいにせえ⇒いい加減にしろ。
- だんない・だんねえ⇒心配しなくても大丈夫。
- ちみぎる⇒つねる。
- ちゃう⇒違う。
- …ちゅう⇒…という。
- ちょける⇒ふざける[6]。
- ちょぼっと・ちょこっと⇒ちょっと。ほんの少し。
- つる⇒運ぶ（例）机つって（机運んで）
- つんどる・つむ⇒混み合う[6]。渋滞している。
- できやん・でけへん⇒できない。
- …とって・…といて⇒…しないで。
- とごる⇒沈殿する。
- どべ⇒最下位、ビリ[6]。
- とぼす⇒灯す。（例）電気とぼしてんか。
- どんつき⇒道の突き当たり。
- どむならん・どもならん⇒どうしようもない。
- …ない⇒…なさい。（例）見ない（見なさい）、やんない（やりなさい）、おいない（いらっしゃい）、食べない（食べなさい）
  - …ないな⇒…なさいね。…なさいよ。（例）したりないな（してあげなさいね）
- なっともかっとも⇒どうにもこうにも。
- なんな⇒何だと! 何だって! 何ですって!
- …なん?⇒…なの（質問文として、語尾を上げながら発音される）
- にき・ねき⇒傍。すぐ近く。
- ぬくい・ぬくたい⇒温かい。暖かい[6]。
- ねぶる⇒舐める。
- のく⇒どく。（例）のいとって（どいて下さいね）
- …のはた⇒…の近く
- のはたまわし⇒・・・の辺り
- ばあやん・ばやん⇒お婆さん。
- ひいさん⇒太陽。
- ひやかい・ひやこい⇒冷たい[6]。
- ひりょうず⇒がんもどき。ひろうす。
- ほたえる⇒騒ぐ。暴れる。
- ぼっさい⇒みずぼらしい。
- ほかす・ほる⇒捨てる。
- ほんま⇒本当。
- まだまん⇒未だ。
- みじゃけとる⇒壊れている
- むっちゃ・むっさ・めっちゃ・めっさ・もっさ⇒とても。超。
- めん、めんた⇒雌。さ
- もうた・もろた⇒貰った。
- もっさい⇒垢抜けしない。
- …もんで⇒…ので。
- …やの⇒…なの。
- …やもんで⇒…なので。
- やらかい⇒軟らかい。
- …やんか⇒…じゃないか。…じゃないの。
- …やんな⇒…だよね。
- ようけ⇒多い。たくさん。
- よさり⇒夜。夜更け。
- よばれる⇒御馳走になる。
- わや⇒駄目になってしまった。